# Икинс, Томас
Томас Каупертуэйт Икинс, точнее Эйкинс (англ. Thomas Cowperthwaite Eakins; 25 июля 1844 — 25 июня 1916) — американский живописец, фотограф, педагог, крупнейший (наряду с Уинслоу Хомером) представитель американской реалистической живописи. Он широко известен как один из самых важных американских художников.

## Биография
Родился 25 июля 1844 года и был первым ребёнком Кэролайн Каупертуэйт Икинс и Бенджамина Икинса, учителя каллиграфии.
Жил и работал преимущественно в Филадельфии. Окончил Пенсильванскую академию изящных искусств, после чего в 1866—1870 годах совершенствовал своё мастерство в Европе, преимущественно в Париже под руководством Жана Леона Жерома. С 1876 года преподавал в своей родной академии, в 1882 году стал её директором. Однако на протяжении всей преподавательской карьеры у Икинса возникали трения с попечительским советом Академии из-за того, что Икинс уделял очень большое внимание изучению и изображению обнажённой натуры, проявляя при этом не созвучное эпохе свободомыслие (так, в классах Икинса студенты, случалось, позировали друг другу в обнажённом виде). В итоге в 1886 году Икинс был уволен за то, что в классе, где занимались не только студенты, но и студентки, поставил мужчину-натурщика в полностью обнажённом виде, без фигового листка. Занятия Икинса продолжились в Филадельфийской Лиге студентов, изучающих искусство (Philadelphia’s Art Students League).
В живописи Икинса и его фотографиях обнажённое и полуобнажённое тело (чаще всего мужское) занимает выдающееся место. Ему принадлежит множество изображений спортсменов, особенно гребцов и борцов. Особенный интерес Икинса вызывала передача движений человеческого тела, с чем отчасти связано его увлечение фотографией; многим известным картинам Икинса (в том числе «Аркадии» 1883 года) предшествовали фотографические «этюды». Первые работы Икинса по возвращении из Европы включали большую группу сцен гребли, всего одиннадцать работ маслом и акварелью, среди которых первая и самая известная — «Макс Шмитт в лодке-одиночке» (1871).

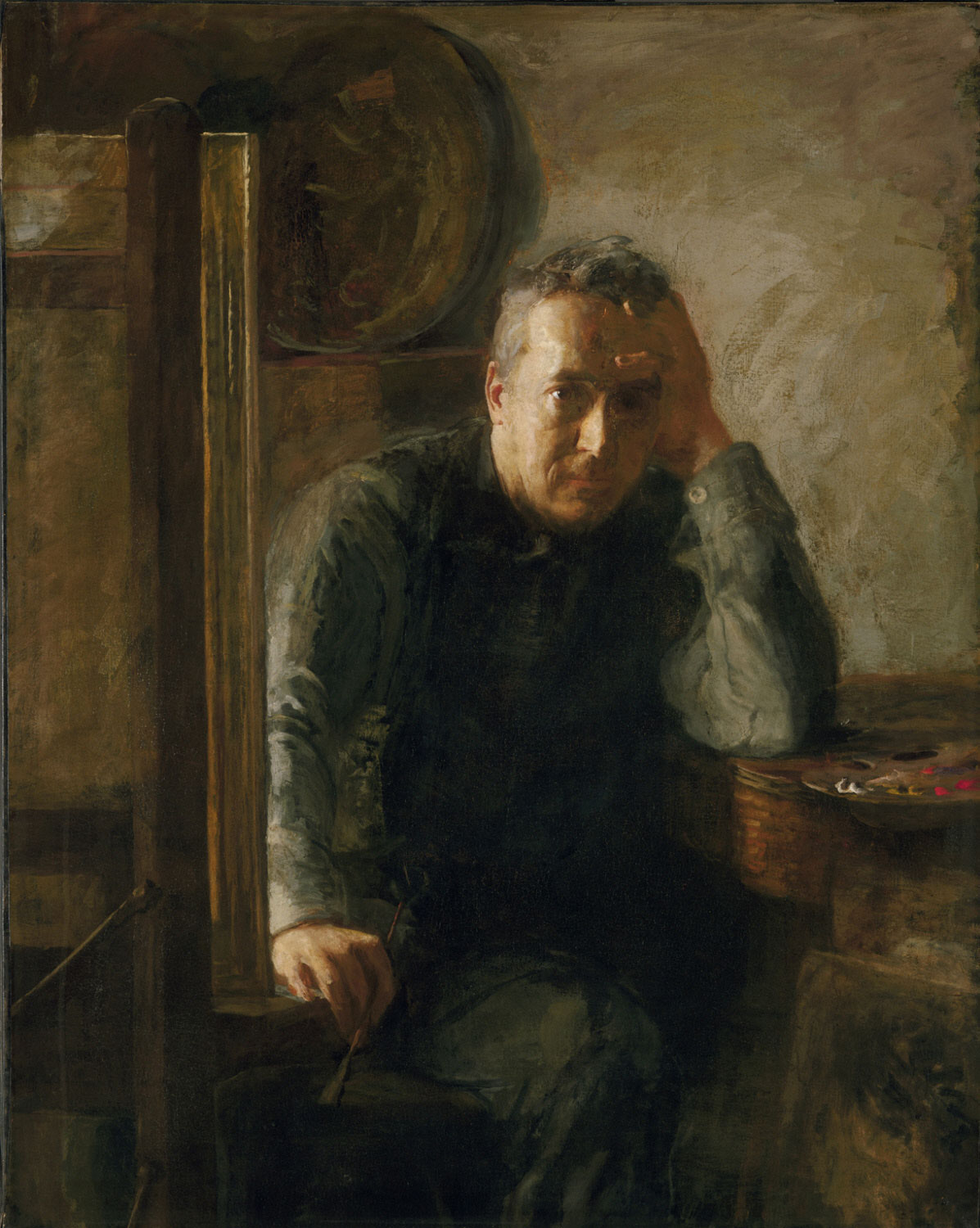
Портрет Томаса Икинса работы его жены

Среди важнейших работ Икинса — портреты в многофигурном окружении, в том числе знаменитая «Клиника Гросса» (1875), изображающая известного филадельфийского хирурга Сэмюэла Гросса, руководящего операцией (судя по всему, по удалению части кости из бедра пациента) перед заполненным студентами амфитеатром медицинской академии. Героическая фигура доктора Гросса прочитывается как гимн достижениям человеческой мысли. Эта картина, одна из самых крупноформатных работ художника (244х198 см), вызвала, однако, не слишком тёплый приём современников, шокированных изображением на картине хирургической процедуры, и была продана всего за 200 долларов. Для сравнения можно иметь в виду, что в 2006 году, когда картина была вновь выставлена на продажу и её захотела приобрести Национальная галерея искусств в Вашингтоне, в Филадельфии был объявлен сбор средств для того, чтобы сохранить «Клинику Гросса» в родном городе Икинса; были собраны 30 миллионов долларов, позволившие Филадельфийскому музею искусств и Пенсильванской Академии изящных искусств приобрести картину в совместное владение за общую сумму 68 миллионов долларов.
Кисти Икинса принадлежит также ряд значительных портретов, в том числе портрет Уолта Уитмена (1887—1888), который сам поэт считал лучшим.
Среди известных учеников художника — Уильям Кендалл и Элис Кент Стоддард.
Умер 25 июня 1916 года  в возрасте 71 года в Филадельфии и похоронен на городском кладбище Woodlands Cemetery, расположенном рядом с Пенсильванским университетом. Был женат также на художнице — Сьюзан Икинс.

## Галерея

Некоторые работы
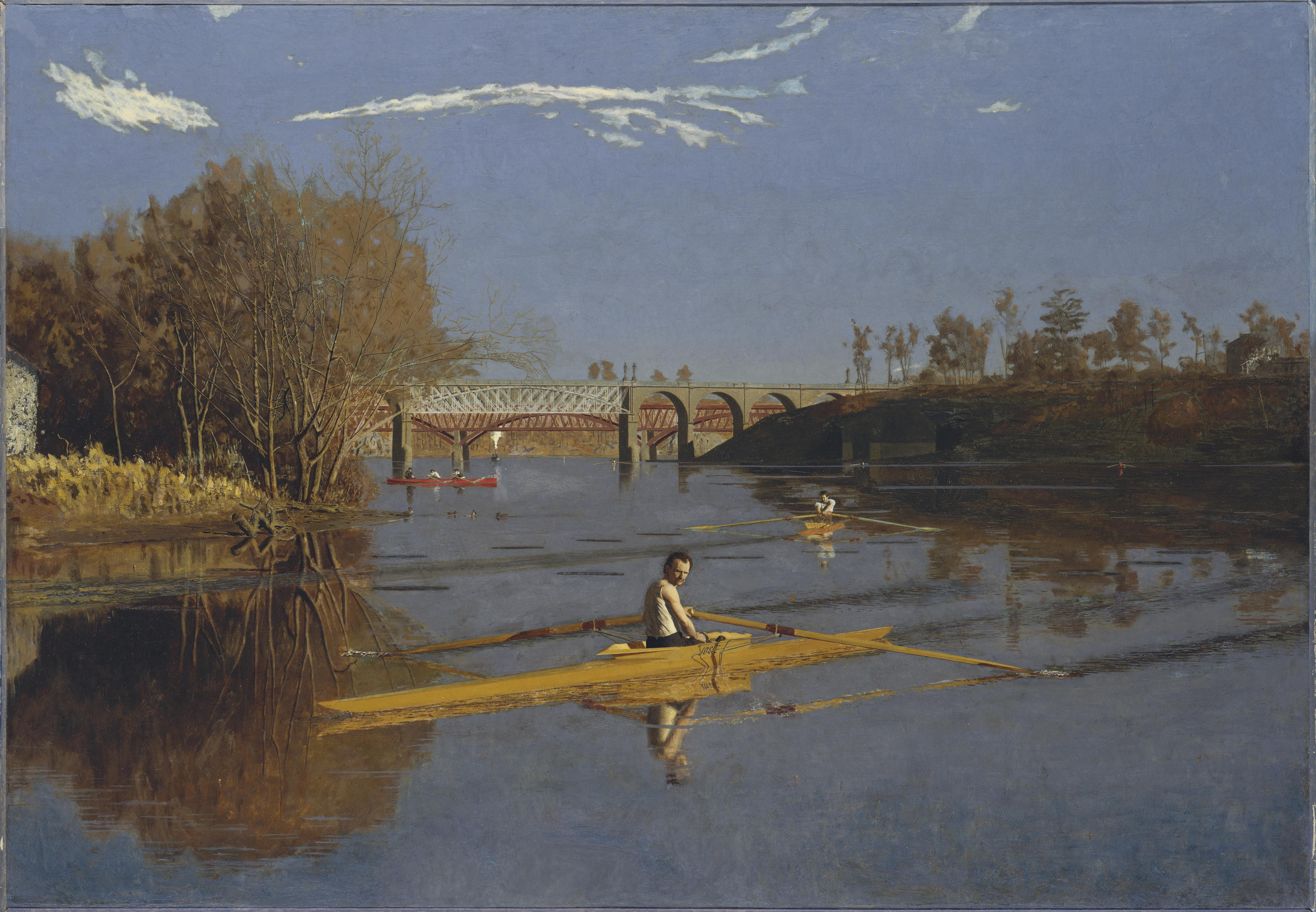
«Макс Шмитт в лодке-одиночке» (1871)
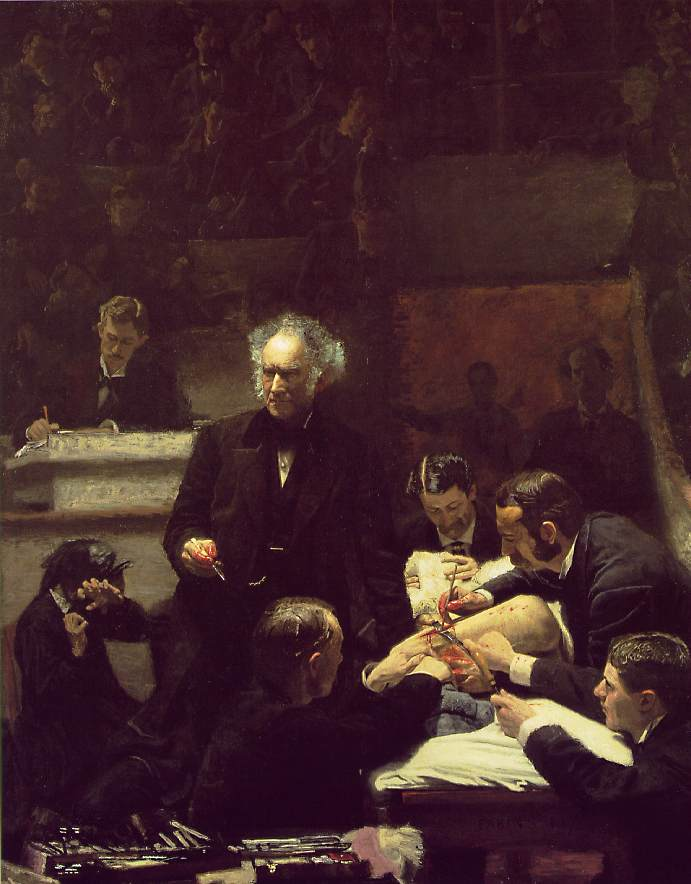
«Клиника доктора Гросса» (1875)
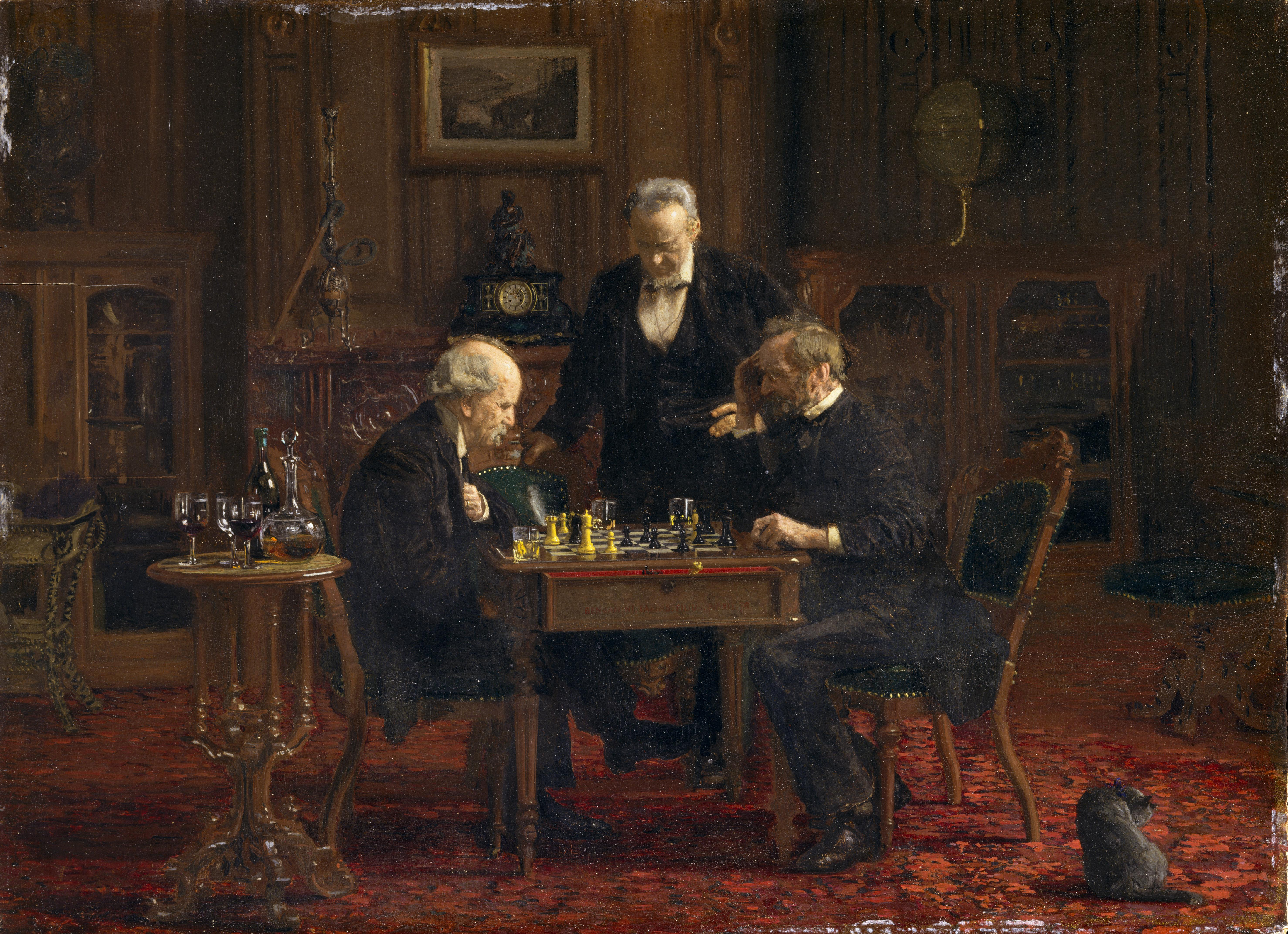
«Шахматисты» (1876)
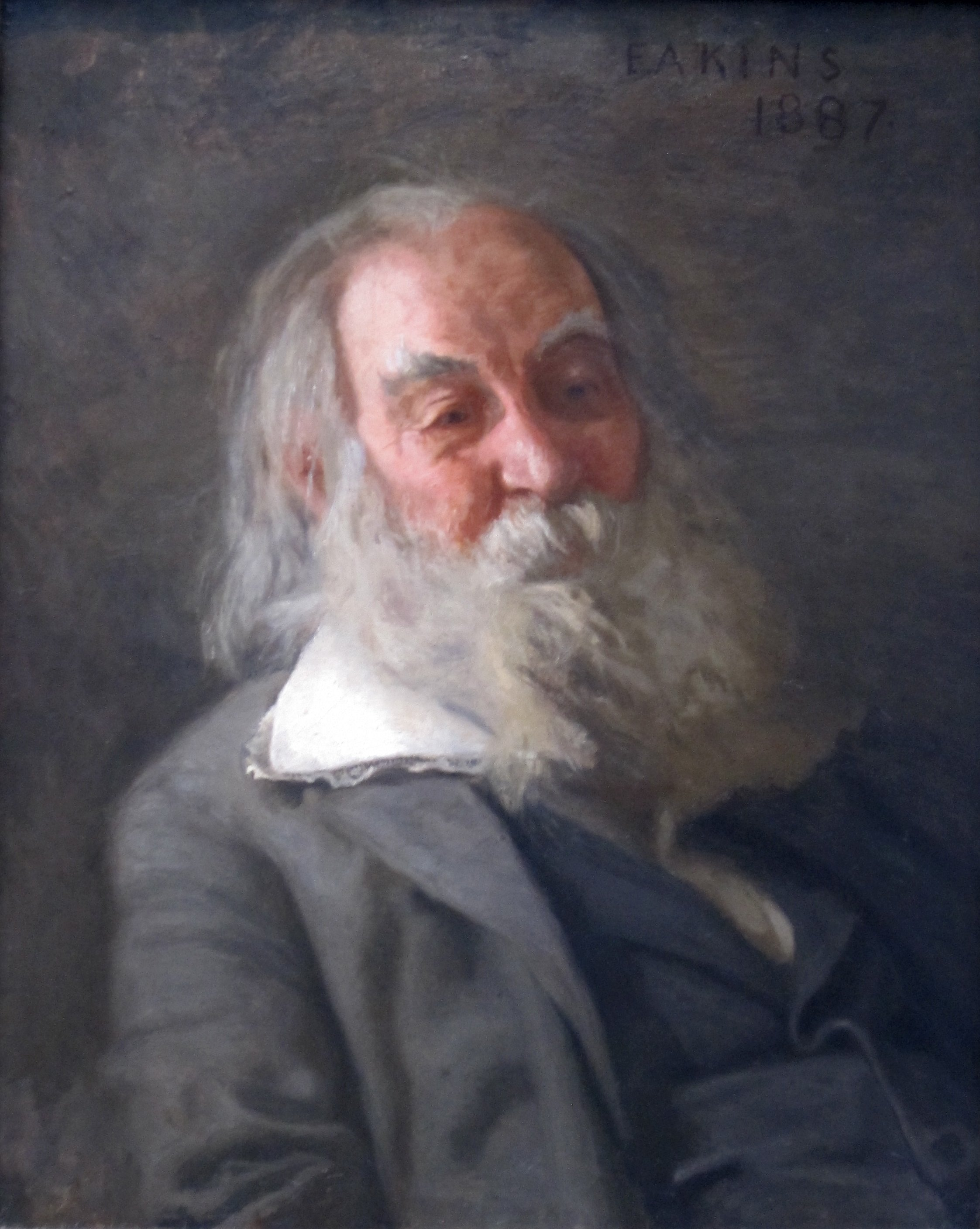
Портрет Уитмена (1887)
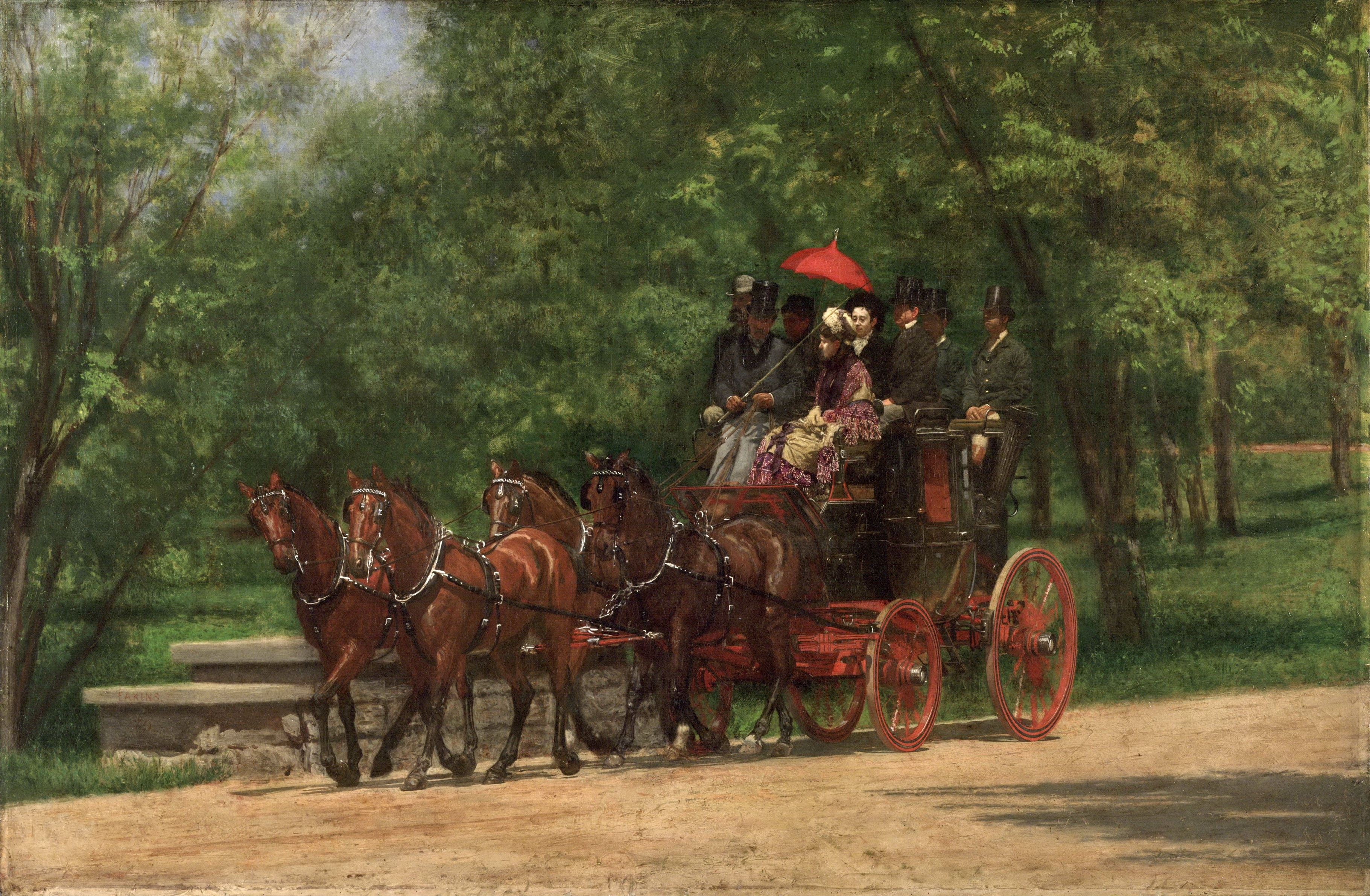
«Майское утро в парке» (1879)